# Geografie Íránu
Tento článek popisuje geografické poměry v Íránu.

## Poloha a rozloha
Írán se rozkládá v jihozápadní Asii mezi 24° a 40° severní šířky a 44° a 64° východní délky.

### Krajní body
| Krajní body Íránu                                                                           | Krajní body Íránu   | Krajní body Íránu   | Krajní body Íránu   | Krajní body Íránu                |
| Bod                                                                                         | Název               | Poloha              | Provincie           | Souřadnice                       |
| ------------------------------------------------------------------------------------------- | ------------------- | ------------------- | ------------------- | -------------------------------- |
| Nejsevernější bod                                                                           | –                   | vesnice Qúš         | Západní Ázerbájdžán | 39°44′55″ s. š., 44°37′26″ v. d. |
| Nejjižnější bod *                                                                           | –                   | vesnice Pasábandar  | Sístán a Balúčistán | 25°4′1″ s. š., 61°24′44″ v. d.   |
| Nejjižnější bod *                                                                           | –                   | ostrov Abú Músá     | Hormozgán           | 25°52′ s. š., 55°2′ v. d.        |
| Nejvýchodnější bod                                                                          | –                   | vesnice Kúhak       | Sístán a Balúčistán | 27°8′3″ s. š., 63°14′55″ v. d.   |
| Nejzápadnější bod                                                                           | –                   | vesnice Sílú Ma'qúl | Západní Ázerbájdžán | 39°22′55″ s. š., 44°3′2″ v. d.   |
| Geografický střed (těžiště)                                                                 | Hodinová věž Márkár | město Jazd          | Jazd                | 31°53′2″ s. š., 54°22′6″ v. d.   |
| * Ostrov Abú Músá je sporné území, které si nárokuje jak Írán, tak Spojené arabské emiráty. |                     |                     |                     |                                  |

### Rozloha
Rozloha Íránu činí 1 648 195 km2 (včetně vodních ploch), čímž se řadí na 6. místo v Asii a 17. místo ve světě. Bez započtení 116 600 km2 vodních ploch se jedná o dvacátou největší zemi na světě.

### Státní hranice
Írán má společné hranice se sedmi státy: na severu s Ázerbájdžánem (689 km), Arménií (44 km) a Turkmenistánem (1 148 km), na východě s Afghánistánem (921 km) a Pákistánem (959 km) a na západě s Tureckem (534 km) a Irákem (1 599 km). Celková délka hranice je 5 894 km. Na severu je navíc Írán ohraničen Kaspickým mořem a na jihu Ománským a Perským zálivem, přičemž délka pobřeží činí přibližně 2 440 km.

## Povrch (reliéf)
Írán je převážně hornatá země. Většina území v leží v nadmořské výšce nad 460 metrů a jedna šestina nad 1 980 m.

Topografie Íránu

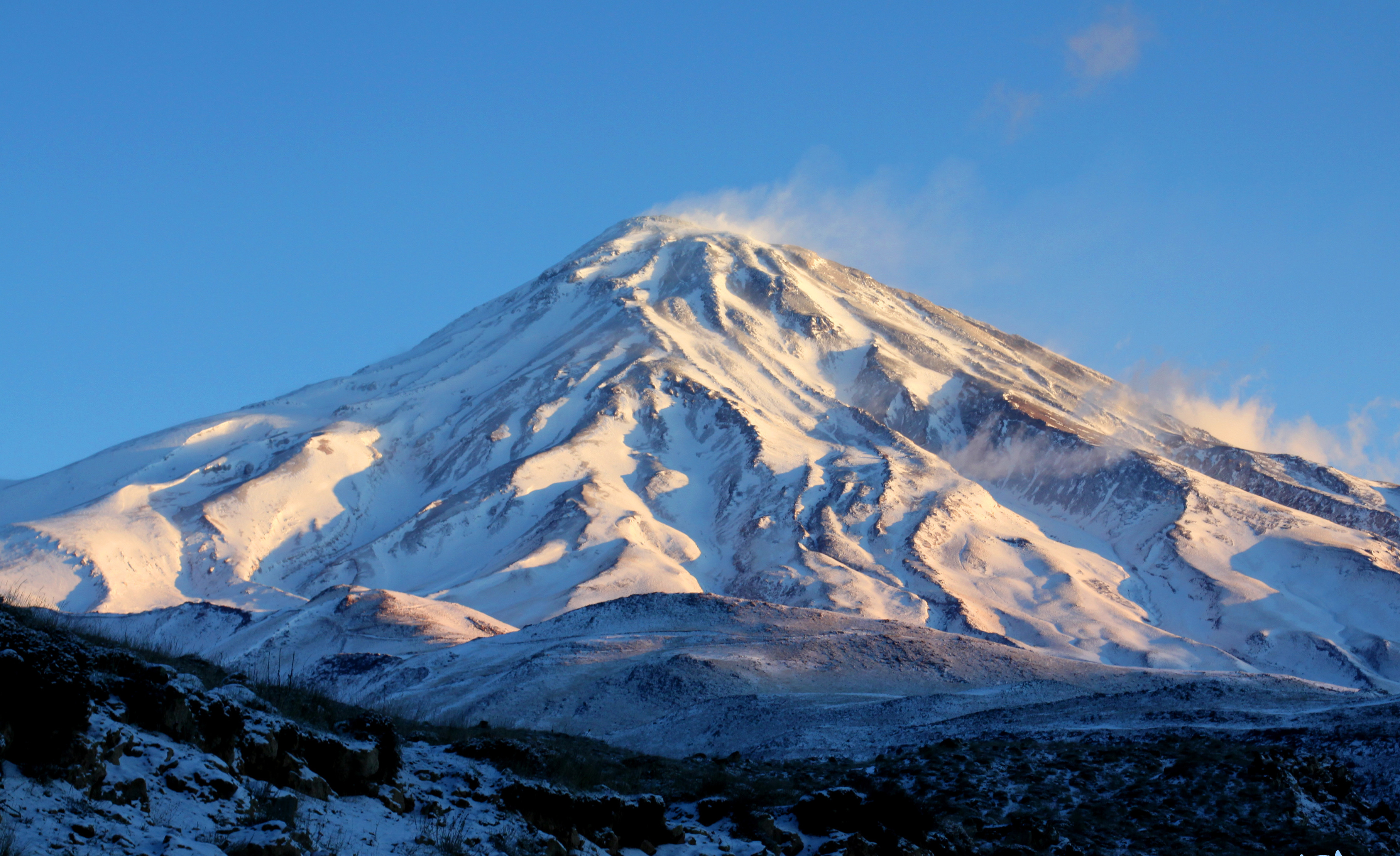
Nejvyšší hora Íránu Damávand

Střední a východní část Íránu tvoří Íránská náhorní plošina (přibližně 60 % rozlohy země) s průměrnou nadmořskou výškou 1 200 m n. m. Její severní část tvoří pohoří Alborz a Kopet Dag, zatímco jižní část tvoří Perský záliv. Na západě je ohraničena pohořím Zagros a Kurdistánskými horami a na východě Východoíránskými horami. Na území náhorní plošiny se nacházejí dvě rozsáhlé pouště: Dašt-e Kavír a Lút, které pokrývají přibližně 50 % rozlohy země.
V Íránu se nachází pouze dvě nížiny, a to Chúzistánská na jihozápadě a pobřežní u Kaspického moře na severu.
- Nejvýše položené místo: Damávand (5 609 m n.m.; pohoří Alborz, provincie Mázandarán)
- Nejníže položené místo: Kaspické moře (−28 m n. m.; na hranici Asie a Evropy)
- Průměrná nadmořská výška: 1 305 m n. m.[1]

## Vodstvo
V důsledku variability klimatu, nadměrného využívání dostupných vodních zdrojů, upřednostňování hospodářského rozvoje a změny klimatu se Írán potýká s nedostatkem vodních zdrojů. Írán také trápí malé zásoby podzemní vody.

### Vodní toky
Nejvyššího průtoku dosahují íránské řeky v období dešťů (říjen až březen), nejnižšího v období sucha (zbytek roku). Íránské řeky se vyznačují obrovskými výkyvy v průtoku, např. řeka Karún má v období dešťů desetkrát větší průtok než v období sucha. Jedinou splavnou řekou v zemi je Karún.
- Nejdelší řeka: Karún (950 km)
- Největší průměrný průtok: Karún (575 m3/s, Ahváz)

### Vodopády
V Íránu se nachází přibližně 392 vodopádů.

### Vodní plochy
Mezi nejvýznamnější íránská jezera patří Hámún a Urmijské jezero, které je se svou rozlohou přibližně 6 000 km2 největším íránským jezerem a šestým největším slaným jezerem na zemi.

## Počasí a klima
Podnebí v Íránu je rozmanité, od suchého a polopouštního v centrální části až po subtropické na severu u Kaspického moře. V severní části země teploty zřídka klesají pod bod mrazu a v létě nepřekračují 29 °C. Na západě země činí průměrný roční úhrn srážek 1 700 mm, zatímco ve východní části 680 mm.